# Menselijke fout
Een menselijke fout is menselijk handelen, dat er niet in slaagt een gewenst resultaat te behalen, met mogelijk ongewenste gevolgen. Menselijke fouten kunnen vele vormen aannemen en verschillende oorzaken hebben.

## Algemeen
Van een menselijke fout, of menselijk falen, is sprake als men er niet in slaagt een voorgenomen doel te bereiken. Een mogelijke oorzaak is een gebrekkige voorbereiding of planning, of een gebrekkige uitvoering. Vanuit de cognitieve psychologie bezien zijn correct en incorrect gedrag twee kanten van dezelfde medaille; menselijke prestaties zijn niet constant, ze vertonen een zekere variabiliteit. De menselijke waarneming en het menselijke geheugen zijn niet perfect, en mensen hebben maar een beperkte capaciteit om de veelheid aan informatie vanuit hun omgeving te verwerken. Bestudering van menselijke fouten vormt een belangrijk thema in de psychologie en het bedrijfsmanagement. Het is tevens van belang voor systemen die erop gericht zijn de veiligheid van bedrijven en organisaties te bevorderen. Met toenemende leeftijd neemt de kans op het maken van fouten toe, als gevolg van cognitieve veroudering. 

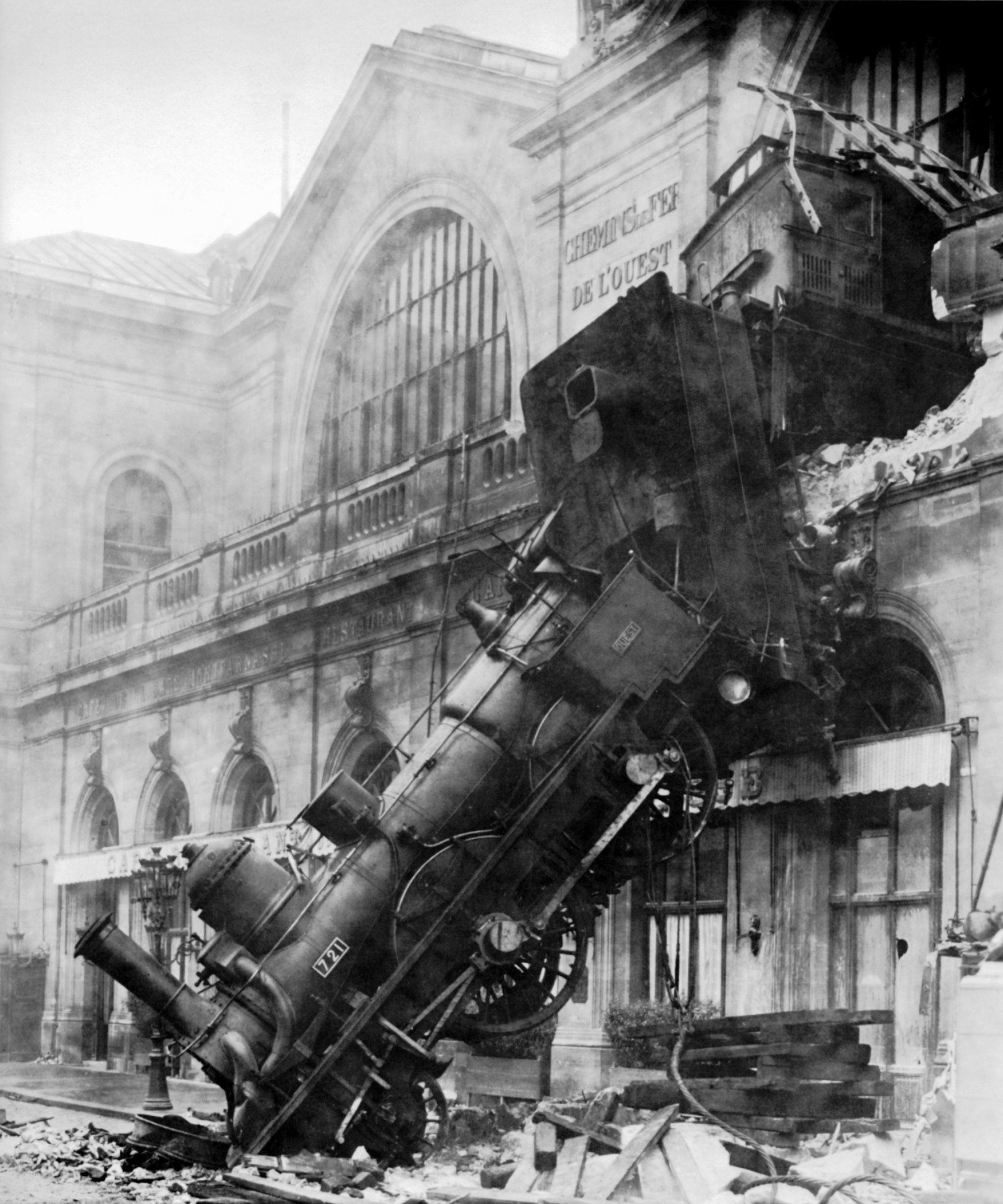
Treinramp op het station Paris-Montparnasse in Parijs in 1895

## Soorten fouten
Fouten kunnen in allerlei cognitieve functies optreden. Enkele voorbeelden:
- het geheugen: een getuige vergeet of verdraait onbewust een belangrijk feit uit het verleden
- de waarneming: een prikkel wordt niet waargenomen. Op het beeldscherm van een regel- of bewakingskamer, of van een verkeerstoren mist een operator een belangrijk signaal (een misser). Of hij meent een signaal waar te nemen dat er niet is (een loos alarm). Een fout in de visuele waarneming kan ook gevolg zijn van een optische illusie.
- de aandacht: een fout in de taakuitvoering door een gebrek aan concentratie, of door afleiding door een prikkel uit de omgeving.
- motoriek: een verkeerde keuze of uitvoering van een beweging.
- communicatie: fouten in begrijpen van taal, lezen, of schrijven.
- het oplossen van problemen: niet begrijpen van een probleem, rekenfouten door slordigheid.
- het inschatten van een situatie of het beoordelen van een persoon: verkeersrisico's worden over het hoofd gezien, een persoon wordt verkeerd beoordeeld, zoals bijvoorbeeld bij een sollicitatie of justitiële dwaling het geval kan zijn.

## Psychologische aspecten van menselijke fouten

### Drie niveaus van controle
Menselijk handelen geschiedt in veel situaties vrijwel onbewust en automatisch. In andere situaties vraagt het uitvoeren van de taak enige mentale inspanning. De Deense psycholoog Jens Rasmussen onderscheidde in dit verband drie soorten gedrag: vaardigheden (skills), op regels gebaseerd gedrag (rule based behavior) en op kennis gebaseerd gedrag (knowledge based behavior).
Vaardigheden zijn vormen van automatisch gedrag die vrijwel zonder nadenken worden uitgevoerd, zoals fietsen, lopen, spreken en autorijden op een rustige weg. Op regels gebaseerd gedrag wil zeggen dat bestaande regels op een nieuwe situatie worden toegepast. Men analyseert daarbij eerst een probleem of situatie, en kiest dan een regel of procedure die leidt tot een oplossing. Zo kan een automobilist bijvoorbeeld in een drukke stad besluiten een andere route te kiezen met minder verkeer. Op kennis gebaseerd gedrag wil zeggen dat nieuwe regels moeten worden bedacht voor nieuwe situaties, waarbij gebruikgemaakt wordt van kennis die vergaard is in andere domeinen. Een voorbeeld zou kunnen zijn dat een automobilist op een snelweg plotseling geconfronteerd wordt met een defect aan zijn auto. Bij gedrag op het niveau van toepassen van regels en kennis is men zich dus wél bewust van wat men doet.

### Uitglijders (slips), afdwalingen (lapses) en vergissingen (mistakes)
Ook fouten op het niveau van vaardigheden of automatisch handelen vinden veelal onbewust plaats. Men beseft soms pas achteraf dat er iets fout is gegaan (vaak met de reactie: 'oeps'!). Voorbeelden zijn versprekingen, het inslaan van een verkeerde toets op de computer, iets vergeten bij het doen van boodschappen in een supermarkt, of vergeten waar je je autosleutels hebt gelaten. Het betreft vooral fouten op het niveau van de uitvoering van een taak. Deze fouten kunnen ontstaan omdat men tijdelijk door iets is afgeleid of gepreoccupeerd is.
Een bijzonder geval van slips zijn double capture slips. Hierbij verdringt een sterke gewoonte een andere gewoonte. Iemand vult bijvoorbeeld na zijn verhuizing op de afzender het nummer van zijn oude adres in. Bij het theezetten gaat de telefoon, en deponeert men per ongeluk het theezakje in de prullenmand in plaats van in de theepot. Men moet op weg naar huis een boodschap doen, maar ontdekt bij thuiskomst dat men de boodschap is vergeten. Naar huis rijden was namelijk een meer ingesleten gewoonte dan de boodschap doen. Hoe meer de tegelijkertijd uitgevoerde activiteiten op elkaar lijken, hoe groter de kans op een dergelijke slip.
Van vergissingen (mistakes) is sprake als er fouten gemaakt worden op het niveau van op regels gebaseerd (rule based) of kennis gebaseerd (knowledge based) gedrag. Op zich is hier de uitvoering van een actie correct, maar is er in de voorbereiding en planning van de actie iets mis gegaan. Een voorbeeld is Napoleons mislukte expeditie naar Moskou, die gebaseerd was op een verkeerde inschatting van de risico's van de veldtocht. 

Napoleons mislukte expeditie naar Moskou

De Engelse psycholoog Reason heeft een foutentheorie ontleend aan het model van Rasmussen. Zijn model, het GEMS (General Error Modeling System), gaat ervan uit dat men begint een probleem aan te pakken op het meest eenvoudige niveau, namelijk dat van vaardigheden. Lukt het niet het probleem zo op te lossen, dan schakelt men over naar het hogere niveau van op regels gebaseerd gedrag. Werkt ook dit niet (men kan het probleem niet herleiden tot een bekend patroon, of de gekozen regel werkt niet) dan neemt men zijn toevlucht tot het op kennis gebaseerde niveau.

### Vooringenomenheid (bias)
Een onjuiste beslissing is niet alleen het gevolg van een verkeerd inschatten van bepaalde risico's of een afwegen van kansen, maar ook van een bepaalde cognitieve bias of vooringenomenheid bij het nemen van beslissingen. 
De cognitieve psychologie houdt zich bezig met het bestuderen van cognitieve processen, waaronder bias. Er zijn verschillende, veelvoorkomende soorten bias beschreven, bijvoorbeeld:
- Self-serving bias, de neiging om bij de eigen acties altijd uit te gaan van goede intenties en positieve capaciteiten. Daarbij schrijft men zijn successen toe aan interne factoren (interne attributie) zoals zijn capaciteiten, talenten en persoonlijkheid, en zijn falen aan externe factoren (externe attributie), zoals de omstandigheden, of andermans fouten. Zo blijken mensen vaak de juistheid van hun eigen diagnoses en eigen voorspellingen te overschatten.[4]
- Confirmation bias, de neiging om informatie die overeenstemt met eigen (reeds bestaande) opvattingen als juist te beschouwen.[9] Deze neiging om meer aandacht te schenken of waarde te hechten aan feiten die de eigen opvattingen bevestigen, dan aan die welke deze tegenspreken verklaart wellicht ook de hardnekkigheid van sommige vooroordelen.[10]
- Hindsight bias ofwel 'wijsheid achteraf', de neiging om nadat een onvoorspelbare gebeurtenis heeft plaatsgevonden van zichzelf te menen dat men dit zo heeft voorspeld.[11] Anders gezegd: het oordeel over een handelswijze zonder kennis van afloop verschilt van het oordeel van dezelfde handelswijze met kennis van afloop.
- Halo-effect, de neiging om een persoon (of organisatie, product, etc.) positief te beoordelen, gebaseerd op één positief aspect. Als man de politiek van een politicus goedkeurt, zal men vermoedelijk ook zijn optreden, stem en uiterlijk sympathiek vinden, of juist andersom.

## Juridische aspecten
Door een menselijke fout kan schade ontstaan. Naast verkeersongelukken met letselschade, kan schade ontstaan als gevolg van bijvoorbeeld medische fouten en ongelukken op het werk of in de woonomgeving. Fouten kunnen zowel gesanctioneerd worden in het straf- als het burgerlijk recht. Normaal gezien zal diegene die een fout begaat aansprakelijk zijn. Dit wil zeggen dat hij de schade zal moeten vergoeden die ontstaan is door zijn fout. Met andere woorden, een causaal verband tussen de fout en schade is vereist. Het hoeft echter niet steeds diegene te zijn die de fout gemaakt heeft die aansprakelijk wordt gesteld. Het is bijvoorbeeld ook mogelijk dat een werkgever aansprakelijk wordt gesteld voor de fout die zijn werknemer begaan heeft.

## Onjuiste beoordeling van de oorzaak van fouten en ongelukken
Ongelukken ontstaan vaak als gevolg van meerdere op zich kleine en ogenschijnlijk onschuldige factoren. Na een ongeluk of ramp bestaat soms de neiging om een incident dat meerdere oorzaken heeft te herleiden tot een enkele oorzaak, meestal de directe aanleiding van het ongeluk. Dit heeft onder meer te maken met een neiging van de mens om de gang van zaken voorafgaande aan het ongeluk achteraf in te kleuren door de kennis van het onheil. Een actie of handeling die van tevoren verstandig leek, kan achteraf na een slecht resultaat als onverstandig of roekeloos worden beoordeeld. Deze neiging wordt ook wel aangeduid als wijsheid achteraf of 'hindsight bias'. Dergelijke tendensen in de beoordeling kunnen bijvoorbeeld een rol spelen bij verzekeraars of in de rechtspraak als het gaat om de vraag wie voor een calamiteit of letsel aansprakelijk is. Deze bias werkt vooral sterk als de uitkomst van een handeling negatief is. Specialisten in dienstverlenende beroepen zoals artsen, advocaten en politici krijgen vaak de schuld als een op zich goed advies verkeerd uitpakt. Zo kan bijvoorbeeld de dood van een patiënt na een eenvoudige operatie worden toegeschreven aan het risico van de operatie, en een verkeerde inschatting hiervan door de chirurg. De beoordeling van de kwaliteit van de handeling (de operatie) wordt dan uitsluitend bepaald door het negatieve resultaat, niet door de vraag of het proces zelf goed is verlopen.

## Controle en terugkoppeling
Het maken van fouten kan een gevolg zijn van onvoldoende aandacht voor en 'monitoren' van de eigen handelingen.
Van belang is hierbij de functie van het werkgeheugen waarin tijdelijke het verloop van de eigen acties 'onder de loep' worden genomen. Bijvoorbeeld: verloopt de actie zoals gepland of moet het plan voor de actie eventueel worden herzien of aangepast? En ook als de actie eenmaal is voltooid, kan het resultaat worden teruggekoppeld. Dit kan in principe op twee manieren: via interne feedback, of via externe feedback waarbij een andere persoon (bijvoorbeeld een instructeur) of een automatisch signaal van de bedieningsapparatuur aangeeft dat er iets mis was met de actie. Bij het aanleren van nieuwe vaardigheden worden vaak fouten gemaakt. In dit geval is het van belang dat de fouten tijdig worden herkend, zodat men hiervan kan leren. Het zelf ontdekken en corrigeren van een gemaakte fout blijkt bij patiënten met een beschadiging in de prefrontale cortex niet altijd goed te verlopen. Dit is bijvoorbeeld vastgesteld met de Wisconsin test. Fouten nemen meestal na oefening van nieuwe vaardigheden af. Zo kan oefening in een rijsimulator of vliegsimulator ertoe bijdragen gevaarlijke verkeerssituaties op land of in de lucht op tijd te herkennen en hierop adequaat te reageren.

## Hersenactiviteit en fouten
Onderzoek heeft aangetoond dat na het optreden van een 'slip' een gebied in het midden van de voorste hersenen, de zogenaamde cortex cingularis anterior actief is. Mogelijk waarschuwt dit gebied ons dat er iets fout is gegaan, zodat wij in de toekomst ons gedrag kunnen corrigeren. Men vermoedt dat dit gebied onder invloed staat van de neurotransmitter dopamine. Dopamine speelt een belangrijke rol bij aangename (beloning) en onaangename (straf) prikkels. Enig bewijs hiervoor is dat de elektrische activiteit in genoemd hersengebied na het maken van een fout minder sterk aanwezig is bij groepen mensen bij wie sprake is van een verminderde productie van dopamine. Dit geldt voor Parkinson patiënten, schizofrenie patiënten, maar ook normale ouderen.

## Individuele fouten en systeemfouten

### Individuele fouten
De oorzaken van fouten kunnen liggen bij het individu zelf. Zo kunnen vermoeidheid, gebruik van alcohol en psychofarmaca een nadelig effect hebben op geheugenfuncties en het reactievermogen. Fouten in lezen kunnen voortkomen uit een aangeboren leesstoornis (dyslexie). Overhaast reageren kan leiden tot fouten omdat beschikbare informatie onvoldoende wordt benut. Een te hoog gesteld of ambitieus doel kan leiden tot mislukking. Gebrek aan ervaring kan leiden tot het verkeerd beoordelen of inschatten van riskante situaties, of fouten bij het uitvoeren van een complexe taak. Menselijke fouten kunnen ook indirect tot uiting komen in menselijke producten, zoals geschreven teksten, landkaarten, verkeersborden, technische handleidingen en ontwerpen. Ten slotte zijn er ook overtredingen; dit zijn fouten als gevolg van het bewust negeren van bepaalde regels (rule violations). Deze fouten zijn echter van een andere orde dan de eerder genoemde slips of vergissingen, omdat ze makkelijker herkenbaar zijn en door sancties zijn te vermijden.

### Systeemfouten
Als er fouten worden gemaakt in een werkomgeving zoals een ziekenhuis, operatiekamer, of het vlieg- of treinverkeer wordt meestal het individu hiervoor verantwoordelijk gesteld. Hij of zij is immers opgeleid om de taak efficiënt en zonder fouten uit te voeren. Men spreekt dan bijvoorbeeld van een medische fout, een pilotenfout (pilot error) of bestuurdersfout. Fouten kunnen echter ook samenhangen met het management of de bedrijfsstructuur. Zo kunnen fouten in de organisatie of bedrijfsvoering leiden tot een te grote werkdruk, het ontbreken van duidelijke richtlijnen of veiligheidsvoorschriften, of het aanstellen van onvoldoende geschoold personeel. Deze factoren kunnen de kans op menselijke fouten vergroten. Ook kan een fout liggen in apparatuur of een technisch ontwerp. Zo kan een onoverzichtelijk instrumentenpaneel in een vliegtuig de kans vergroten dat een piloot in een stresssituatie op de verkeerde knop drukt. Een verhoogde druk om een technisch product te produceren kan leiden tot het onvoldoende inachtnemen van de veiligheidseisen. Dit argument is bijvoorbeeld naar voren gebracht naar aanleiding van het verongelukken van het ruimteveer Columbia bij terugkeer naar de aarde in 2003. Door de onderzoekscommissie is toen vooral de bedrijfscultuur van NASA scherp bekritiseerd

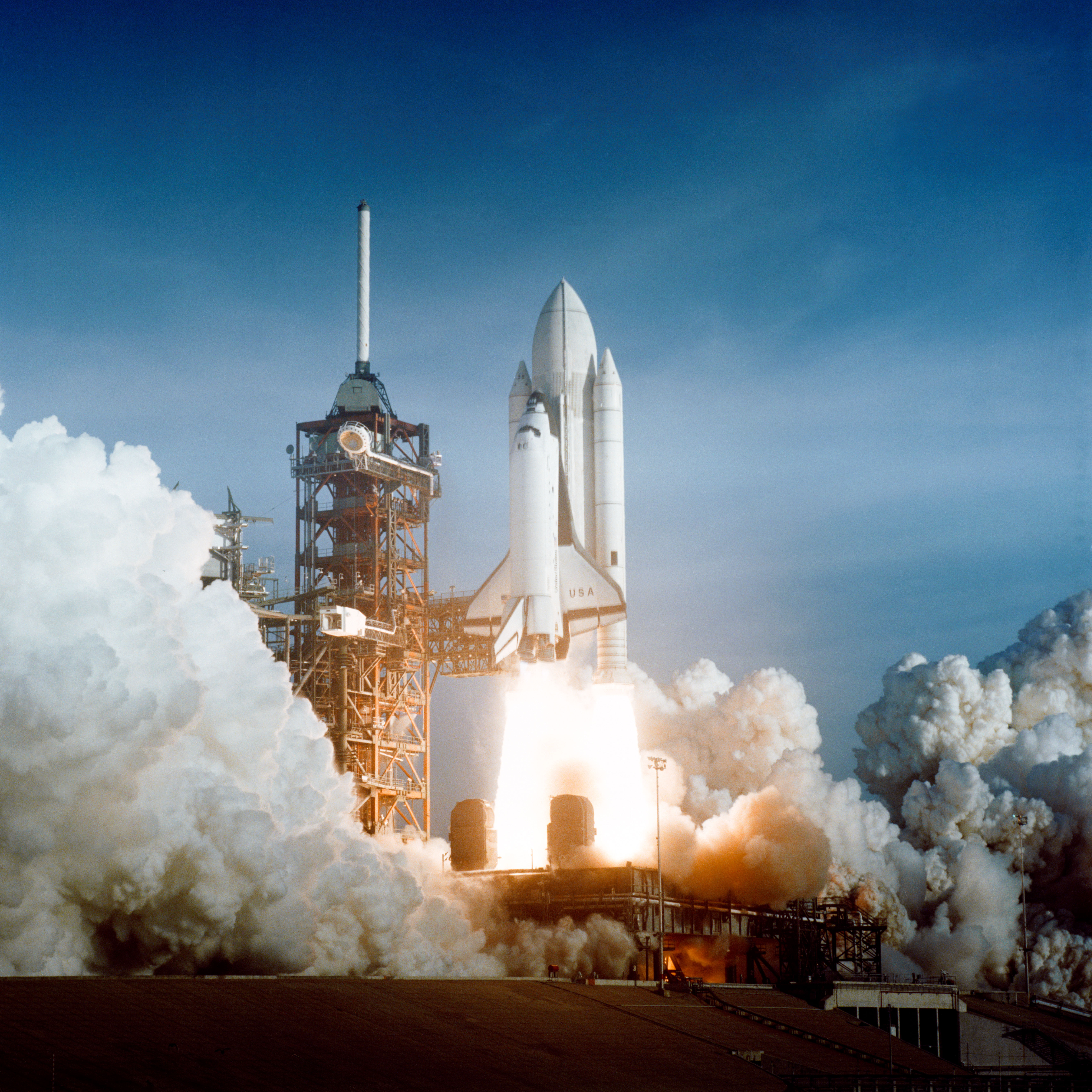
Het ruimteveer Columbia dat in 2003 verongelukte bij terugkeer naar aarde

Veel fouten leiden niet tot een ongeval doordat binnen het betreffende systeem een zekere robuustheid aanwezig is. En als er toch sprake is van ongelukken in systemen zoals bedrijven ontstaan deze vaak als gevolg van een samengaan of een 'optelsom' van individuele fouten en zwakke plekken in het bedrijfssysteem. Jim Reason maakte in dit verband onderscheid tussen 'actief falen' en 'latent falen'. Actief falen slaat op de fouten in de taakuitvoering van een individu, latent falen op fouten in het systeem. Deze laatste fouten kunnen lange tijd een verborgen of een sluimerend bestaan leiden, totdat zij op een kritiek moment aan het licht komen. De term die Reason voor dit soort situaties bedacht was het gatenkaasmodel. Volgens dit model is een ongeluk het gevolg van het samenvallen van de latente en actieve gebreken of gaten in een aantal verdedigingslagen of veiligheidsmaatregelen van een systeem. Een soortgelijke visie over de rol van systemen is ontwikkeld door Perrow. Deze stelde dat een systeem zo complex kan worden dat niemand het geheel kan overzien. Bij een dergelijk complex systeem zijn systeemongevallen volgens Perrow onvermijdelijk en daarmee 'normaal'.